# Notfunkbake

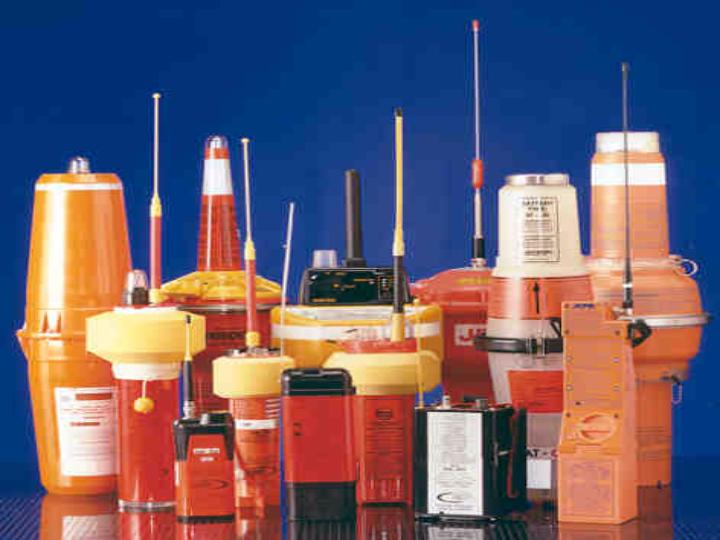
Verschiedene Notfunkbaken

Eine Funkbake zur Kennzeichnung der Notposition (englisch Emergency position-Indicating radiobeacon station – EPIRS oder EPIRB), in Deutschland auch Funkbake zur Kennzeichnung der Seenotposition (kurz: Notfunkbake), ist eine Funkstelle des Mobilfunkdienstes, deren Aussendungen die Such- und Rettungsarbeiten erleichtern sollen.
In der Regel werden dabei kleine Funksender eingesetzt, beispielsweise als Rettungsgerätfunkstelle, mit deren Hilfe Satelliten oder Search-and-Rescue-Einsatzkräfte rettungsbedürftige Schiffe, Personen oder Flugzeuge orten können. Für die Luftfahrt optimierte Notfunkbaken des COSPAS-SARSAT-Systems werden als ELT (emergency locator transmitter) bezeichnet. Die für den personenbezogenen Einsatz an Land und in küstennahen Gewässern optimierten Notfunkbaken, z. B. für Wanderer, Skifahrer, Kanufahrer oder Schneemobilfahrer, tragen die Bezeichnung PLB (personal locator beacon). Die für die Schifffahrt optimierten Notfunkbaken nennt man dagegen EPIRB (emergency position-indicating radio beacon). Diese Bezeichnung ist aber auch als Oberbegriff für Notfunkbaken unabhängig von ihrem Einsatzgebiet üblich, da die Alarmierung bei allen nach denselben Prinzipien funktioniert.

## Geschichte
Anlass für die Entwicklung von Notfunkbaken war der Flugzeugabsturz von Nick Begich und Hale Boggs, zweier US-amerikanischer Kongressabgeordneter, im Jahr 1972 in Alaska, die nie gefunden wurden. Als Reaktion darauf wurden Notfunkbaken für die Alarmierung auf 121,5 MHz, der Notfrequenz des Flugverkehrs, entwickelt und für alle amerikanischen Flugzeuge verbindlich vorgeschrieben. Aufgrund der vielen Nachteile dieses Systems (unsichere Alarmierung, unzureichende Positionsbestimmung, hoher Anteil von Falschalarmen) initiierten Ende der 1970er Jahre die USA, Kanada und Frankreich das satellitengestützte SARSAT-System. Zwischen den Jahren 1979 und 1985 wurde es schrittweise mit dem parallel dazu in der damaligen Sowjetunion entwickelten COSPAS-System zu COSPAS/SARSAT zusammengeführt. Inzwischen sind viele weitere Nationen diesem System beigetreten.
Während im Flugverkehr zunächst weiter 121,5-MHz-basierte Baken verbreitet waren, wurden in der Schifffahrt parallel zum Aufbau der satellitengestützten Alarmierung auch Geräte für 406 MHz entwickelt. Seit etwa 1990 werden auch zunehmend PLBs und ELTs für 406 MHz verkauft. In den USA waren 406-MHz-PLBs in einer Testphase von 1995 bis 2003 nur in Alaska zugelassen. Da es in dieser Testphase wenige Falschalarme, aber viele erfolgreiche Rettungen aufgrund der Notfunksender gab, wurde die Zulassung anschließend auf die gesamten USA ausgeweitet.

## Funktionsweise und Verbreitung
Eine Notfunkbake wird entweder manuell oder automatisch aktiviert. PLB werden üblicherweise immer von Hand aktiviert. ELT werden in der Regel automatisch durch einen Beschleunigungssensor (G-Sensor) aktiviert, welcher den Aufprall des Flugzeugs am Boden registriert. EPIRB werden durch den Wasserdruck (bei ca. 1,2 bar absolut, entspricht ca. 2 m Wassertiefe) beim Sinken eines Schiffes, aktiviert.

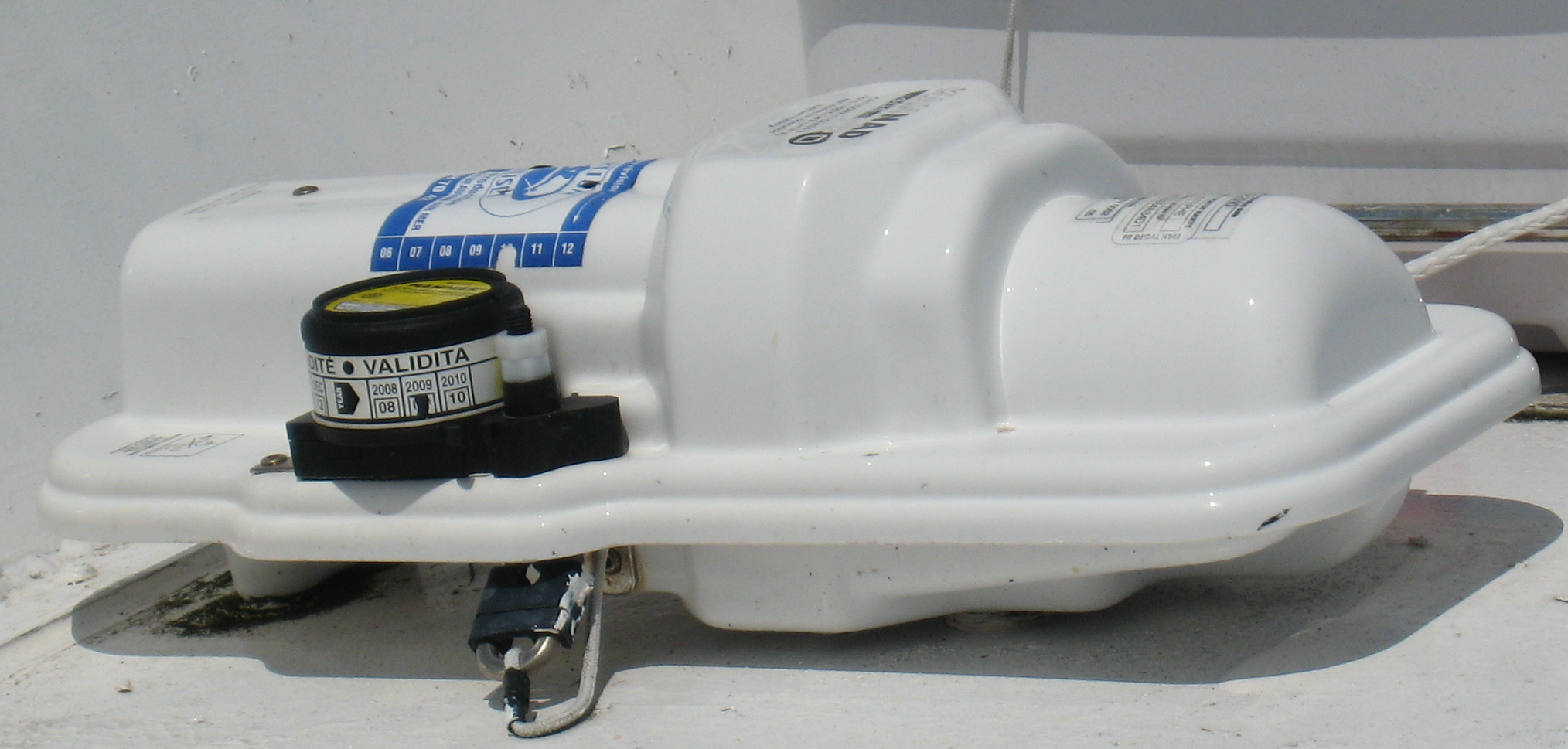
EPIRB in Schutzgehäuse auf Fischerboot. Hydrostatisch auslösender Gehäuseverschluss.
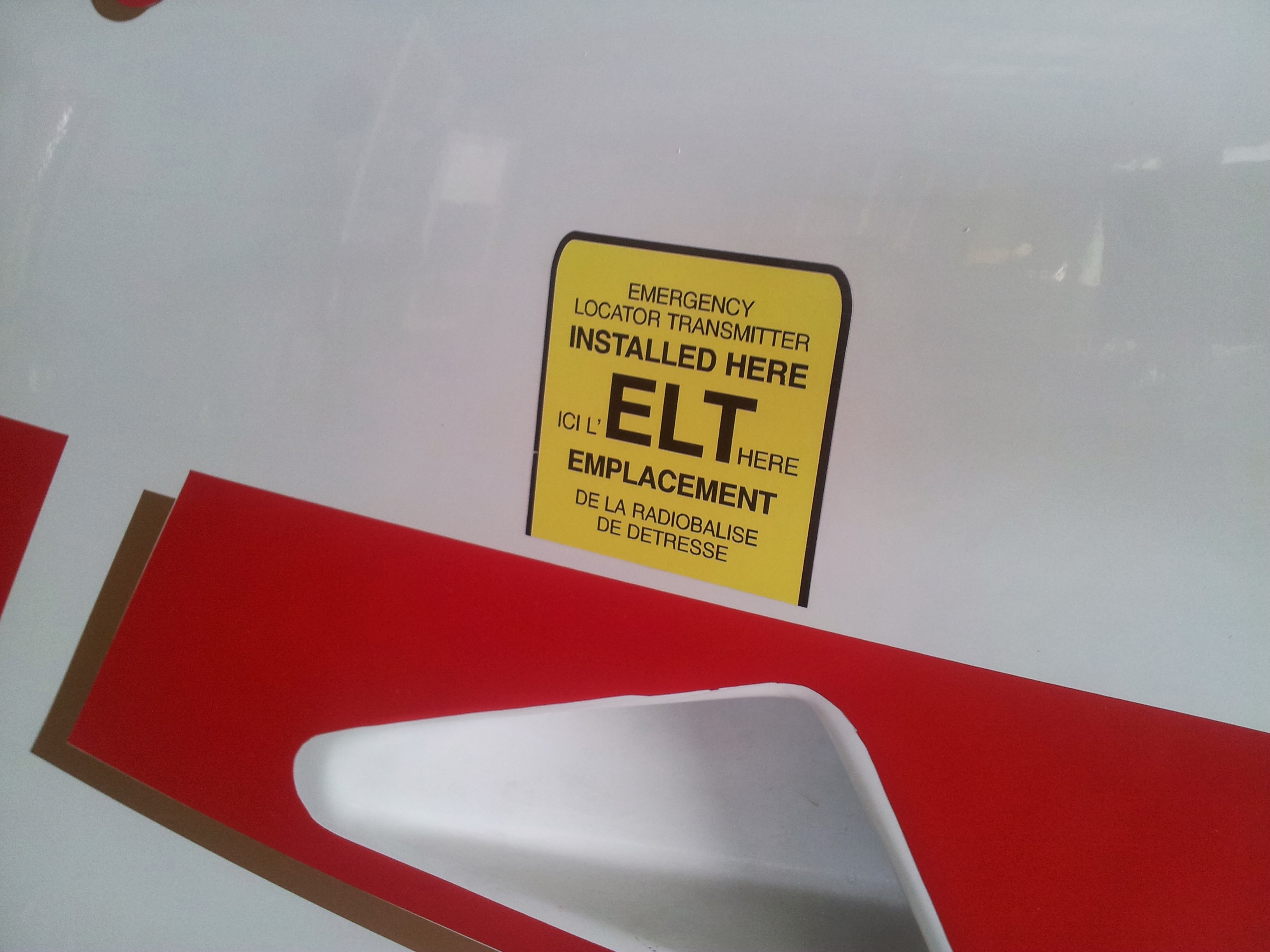
ELT
Verschiedene Flugzeugantennen, ELT und ihre Anbringung
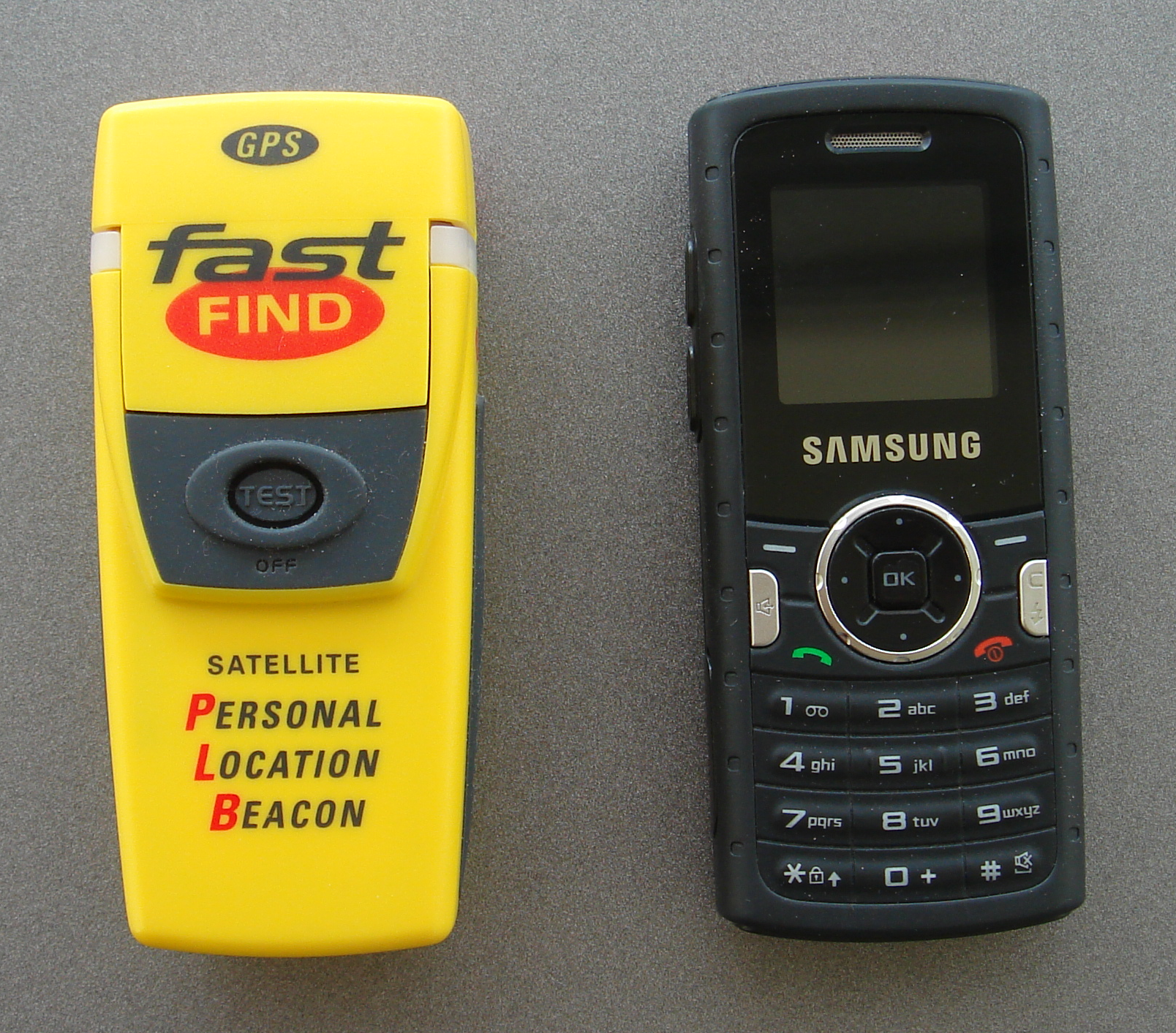
Größenvergleich PLB ↔ Mobiltelefon
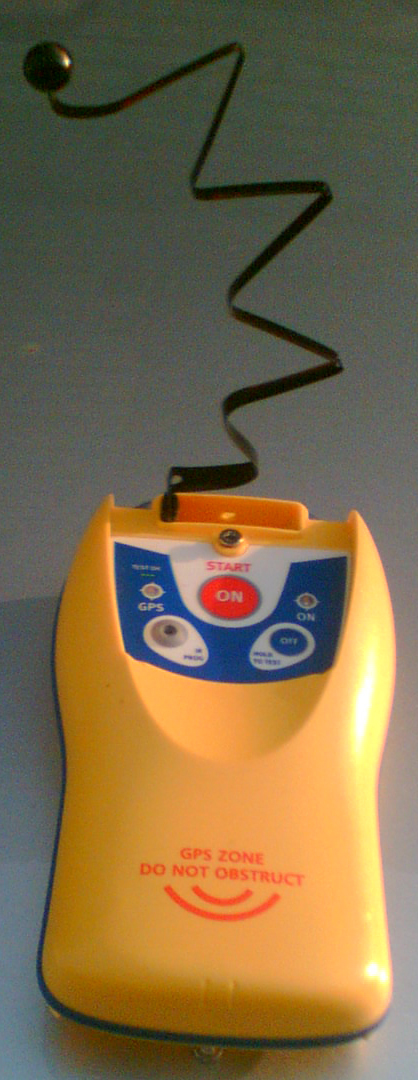
PLB mit ausgezogener Antenne

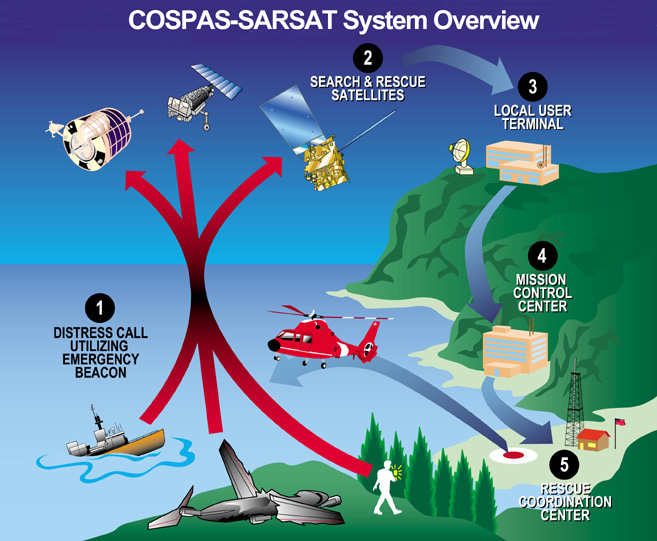
Überblick über satellitenbasierte Alarmierung mit einer Notfunkbake

Nach der Auslösung sendet die Bake ein Alarmierungssignal auf einer oder mehreren standardisierten Notfrequenzen, bei neueren Notfunkbaken immer auf 406 MHz. Dieses Notsignal wird von Satelliten des COSPAS/SARSAT-Systems empfangen und an eine (meist unbemannte) Bodenstation (local user terminal, LUT) weitergeleitet. Von dort aus gelangt es in eine Rettungsleitstelle (rescue coordination center, RCC), wie beispielsweise die Seenotleitung Bremen der DGzRS in Deutschland oder die US Coast Guard in den USA. Diese wertet das Signal aus und leitet gegebenenfalls Maßnahmen zur Suche und Rettung ein.
Moderne Notfunkbaken sind für den Empfang durch Satelliten konstruiert und (in der Schifffahrt) Bestandteil des Global Maritime Distress and Safety Systems (GMDSS). Zusätzlich zum Alarmierungssignal senden sie meist noch ein Peilsignal auf 121,5 MHz aus, das den SAR-Flugzeugen oder -Schiffen das Einpeilen auf die Notposition ermöglicht (auch homing genannt). Ältere Notfunkbaken senden ausschließlich auf 121,5 MHz und sind für den Empfang durch vorbeifliegende Flugzeuge ausgelegt. Sie sind nicht Bestandteil des GMDSS und werden heute aus verschiedenen Gründen nicht mehr empfohlen (siehe weiter unten im Abschnitt „Flug- oder Militärnotfunk“). Darüber hinaus gibt es noch Notfunkbaken für den unmittelbaren Küstenbereich, die über UKW ein Notsignal direkt an die nächste Küstenfunkstelle senden.

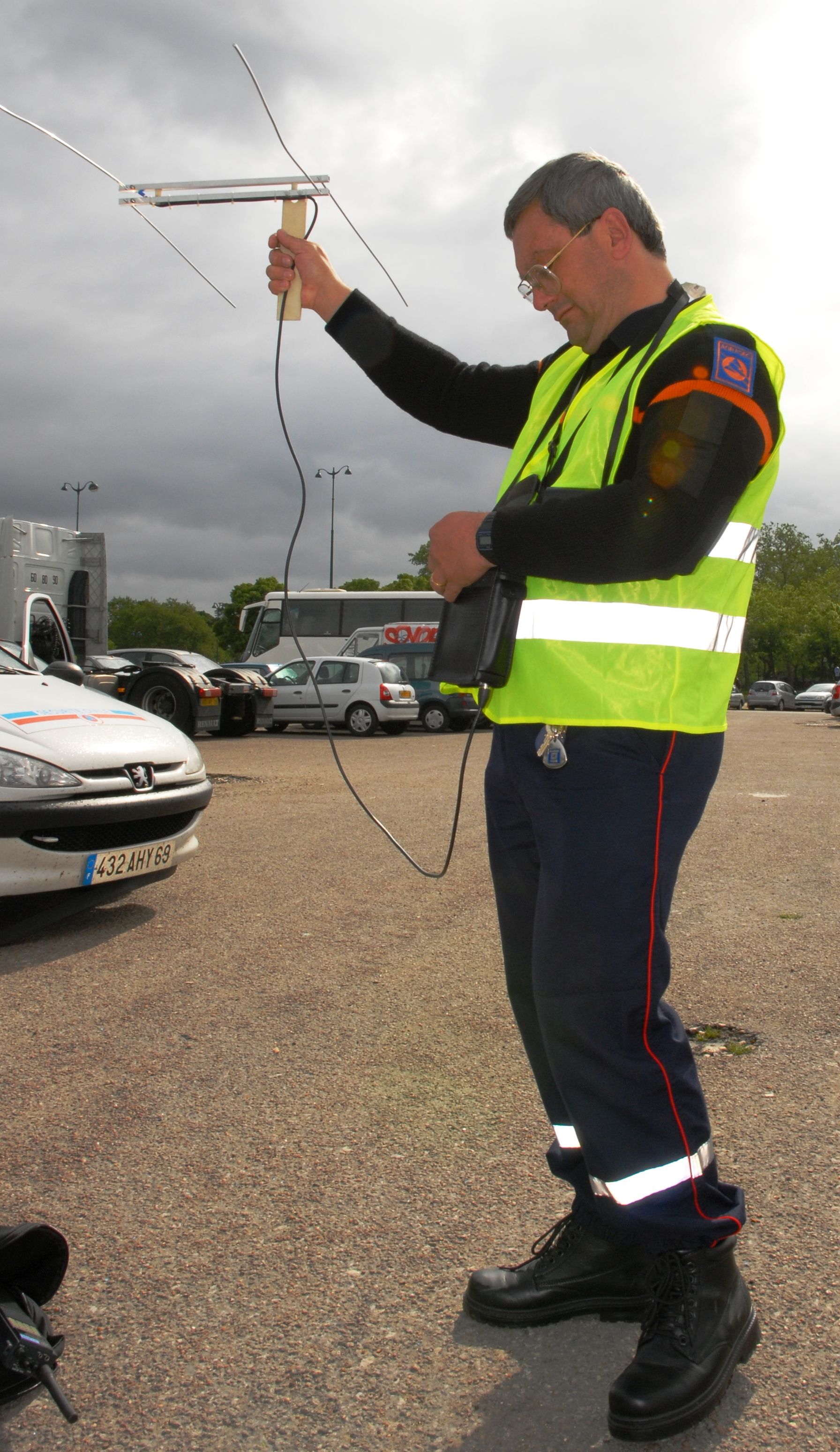
Tragbare Antenne für die Funkpeilung
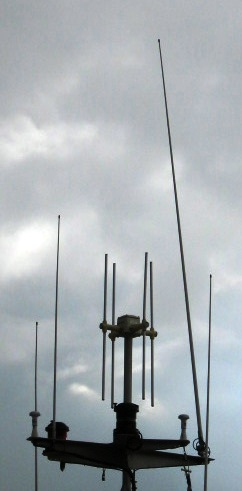
Bodenseitige Antennen für die Funkpeilung

Notfunkbaken sind in der Regel in einer Signalfarbe gehalten, maximal 30 cm groß, frei im Handel verfügbar, und kosten je nach Ausführung und Anwendungsgebiet mehrere hundert bis einige tausend Euro. Hochwertige Baken zeichnen sich dabei u. a. durch einen integrierten GNSS-Empfänger aus. Er ermöglicht es, im Notfall neben Informationen wie der Identität des Senders und der Art des Notfalls auch die eigene Position im Notsignal mitzusenden, was die für die Suche und Rettung benötigte Zeit deutlich verkürzen kann. Die Lebensdauer einer Notfunkbake beträgt etwa zehn Jahre.
Satellitengestützte Notfunkbaken sind gemäß SOLAS-Vertrag für seegehende Fahrzeuge in internationaler Fahrt ab einer Größe von 300 BRZ sowie für alle Fahrgastschiffe vorgeschrieben. Im Gegensatz dazu ist ihre Verwendung in der Sportschifffahrt freiwillig und – u. a. aufgrund ihres hohen Preises – im Küstenbereich nur wenig verbreitet. In der Luftfahrt sind ELTs teilweise (z. B. in Österreich und seit dem 1. Januar 2010 auch in Deutschland) für Sportflugzeuge vorgeschrieben.

## Aktuell verwendete Alarmierungssysteme

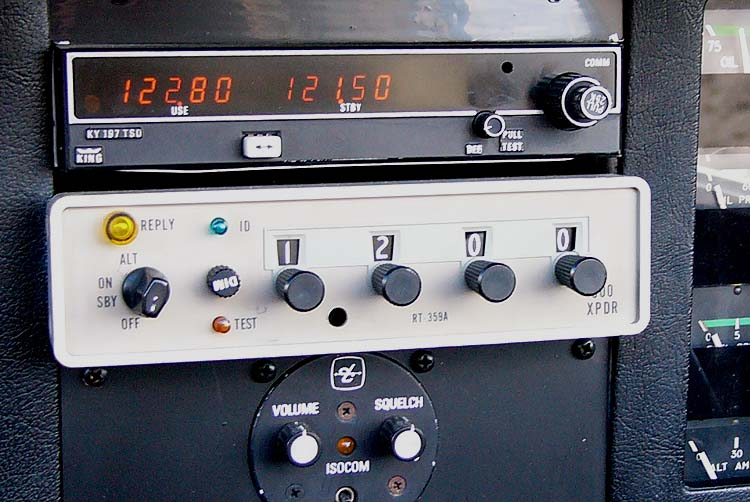
Funkstation einer Cessna. Neben der aktiven Frequenz ist die Notfrequenz 121,5 MHz gerastet, die auf Knopfdruck aktiviert werden kann. Unter dem Funkgerät befindet sich ein Radar-Transponder

Aus historischen Gründen gibt es verschiedene Alarmierungssysteme, die jeweils zum Zeitpunkt ihrer Entwicklung eine Neuerung darstellten. Sie unterscheiden sich hauptsächlich in der verwendeten Frequenz und darin, wer das Notsignal empfängt: Flugzeuge, Satelliten. Von der Art der Alarmierung hängen unter anderem die Alarmierungszeit und die Genauigkeit der Positionsbestimmung ab.

### Flug- oder Militärnotfunk
Das älteste System ist die Alarmierung auf der Notfrequenz des Flugfunks (121,5 MHz) oder des Militärs (243 MHz). Vorbeifliegende Flugzeuge können das Notsignal empfangen und eine Meldung an die nächste Rettungsleitstelle abgeben. Ein wesentlicher Nachteil dieses Verfahrens ist die ungewisse Alarmierungszeit, bis zufällig ein Flugzeug das Signal empfängt; insbesondere besteht für die Notfrequenz im Flugverkehr keine Abhörpflicht. Die Positionsbestimmung ist sehr ungenau (ca. 10 Seemeilen); ein Flugzeug kann nur feststellen, dass irgendwo in dem Bereich der Erdoberfläche, der von seiner Position aus sichtbar ist, ein Signal abgegeben wurde. Darüber hinaus ist nicht sicher, ob das Signal tatsächlich von einer Notfunkbake stammt. Der Empfang auf der Frequenz 121,5 MHz ist instabil und stark von Störquellen unterschiedlicher Art beeinträchtigt; selbst von Pizzaöfen und Geldautomaten wurden schon Signale auf dieser Frequenz gesendet. Aufgrund des daraus resultierenden hohen Anteils der Falschalarme (97–99,9 % nach verschiedenen Schätzungen) und mangelnder Verifikationsmöglichkeiten wird die Verwendung dieser Frequenz heute nur noch für schwache Homing-Signale von ca. 0,1 Watt empfohlen, um SAR-Einsatzkräften in der Nähe des Rettungsbedürftigen die Zielfahrt zu erleichtern.
Die Alarmierung über die Notfrequenz von 121,5 MHz und 243 MHz wurde bis Januar 2009 von den COSPAS/SARSAT-Satelliten unterstützt.

### Polumlaufende Satelliten (LEOSAR)
Aufgrund der oben genannten Schwächen der Alarmierung auf der Flugnotfrequenz wurde Anfang der 1980er Jahre das COSPAS/SARSAT-System entwickelt. Es umfasst heute unter anderem sechs polumlaufende Wettersatelliten (low earth orbiting search and rescue, LEOSAR), die die international vereinbarte Notfrequenz 406 MHz abhören. Signale, die auf dieser Frequenz empfangen werden, werden zwischengespeichert und so bald wie möglich an eine Bodenstation weitergeleitet.

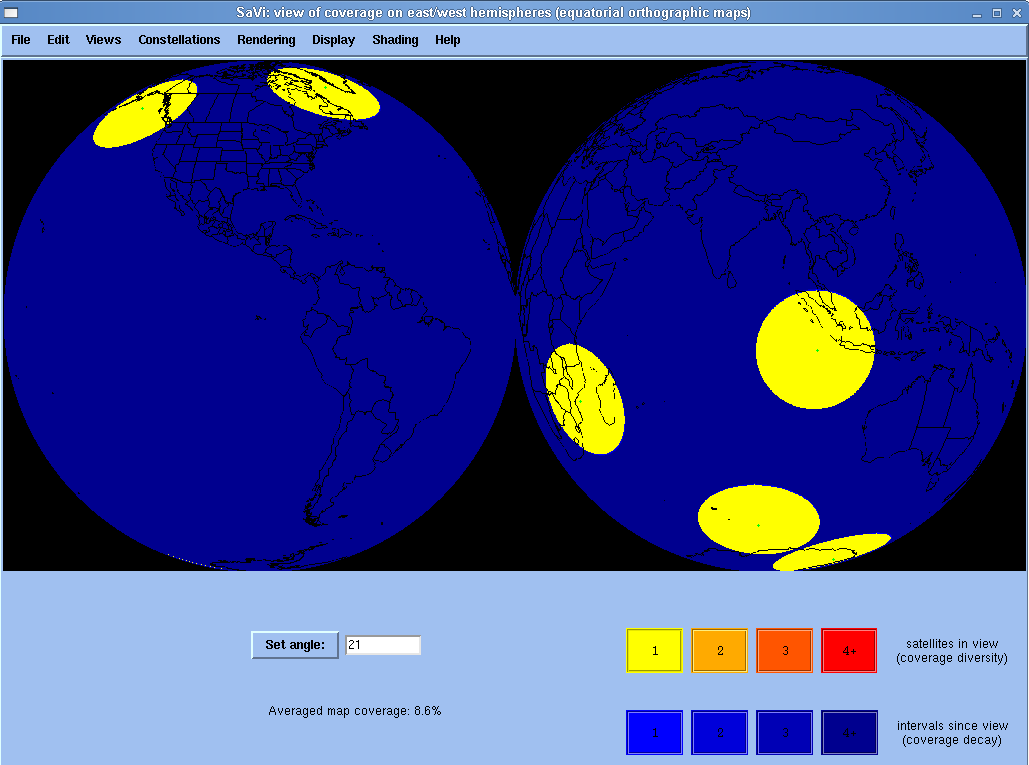
Ausleuchtzonen der polumlaufenden Satelliten (LEOSAR)
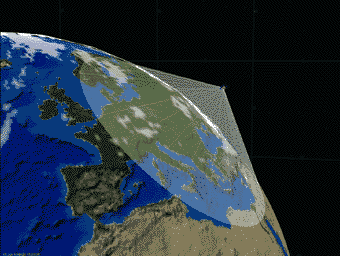
Polumlaufender Satellite (LEOSAR)
- Animation der Umlaufbahn eines polumlaufenden Satelliten

Die Satelliten umlaufen die Erde in etwa 100 Minuten auf einer gegenüber dem Äquator um 83° bzw. 99° geneigten Bahn und decken dadurch im Laufe der Zeit die gesamte Erdoberfläche ab. Da ein solcher Satellit eine relativ hohe Eigenbewegung gegenüber der Signalquelle besitzt, ändert sich die empfangene Frequenz durch den Doppler-Effekt. Mit Hilfe dieser Frequenzänderung kann durch mehrere Messungen im Abstand von etwa 15 Minuten die ungefähre Position der Signalquelle auf ca. 1 bis 3 Seemeilen genau bestimmt werden. Nach spätestens vier Stunden wird die Bake von einem der Satelliten erfasst, so dass sich die Alarmierungszeit etwa zwischen diesen beiden Werten bewegt. Wenn die sendende Notfunkbake ihre Position durch einen integrierten GNSS-Empfänger selbst ermitteln kann, wird diese Information im Notsignal mitgesendet, so dass die Ortung mit einer hohen Genauigkeit (100 m) möglich ist. Notfunkbaken für 406 MHz senden im Notsignal eine Identitätsinformation mit, so dass viele Falschalarme schon vor der Einleitung einer Rettungsaktion durch Rückfragen geklärt werden können.
Der Einsatz von Funkfrequenzen im unteren Bereich des UHF-Frequenzbands ermöglicht einer Notfunkbake die Alarmierung bei dichter Vegetation, wie im Wald, über einen polumlaufenden COSPAS-SARSAT-Satelliten (LEOSAR). Bei dichter Vegetation ist die Alarmierung über die MEOSAR- oder GEOSAR-Satelliten des COSPAS-SARSAT-Satellitennetzwerks nicht möglich. Für die Alarmierung bei dichter Vegetation weisen MEOSAR und GEOSAR eine ungenügende durchschnittliche Verbindungsreserve (link margin) auf. Für die polumlaufenden Satelliten (LEOSAR) beträgt die durchschnittliche Verbindungsreserve (link margin) rund 13 dB.

### Geostationäre Satelliten (GEOSAR)
Zusätzlich zu den polumlaufenden Satelliten gibt es im COSPAS/SARSAT-System seit 1996/1997 noch geostationäre Satelliten (geostationary search and rescue, GEOSAR), die ebenfalls Signale auf 406 MHz empfangen.

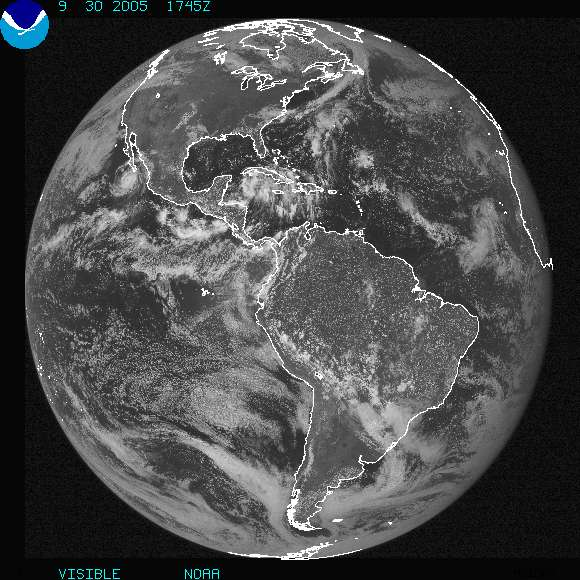
Blick des geostationären Satelliten GOES 8 (GOES-EAST) auf die Erde
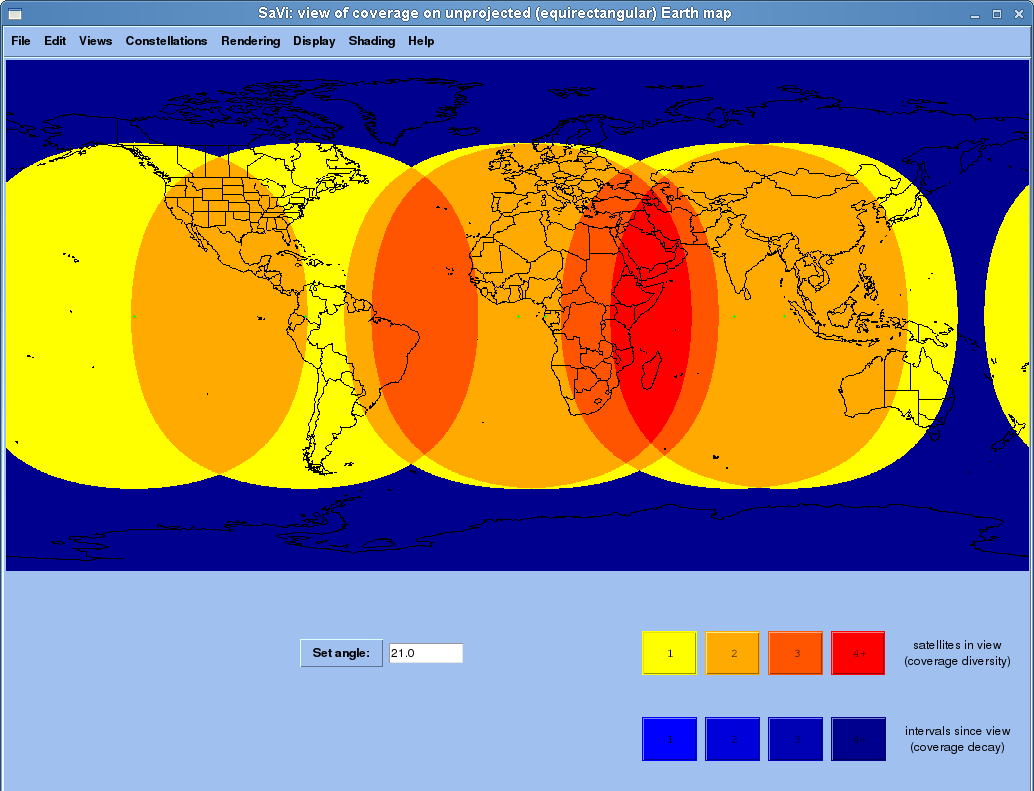
Netzabdeckung der geostationären Satelliten (GEOSAR)

Wie im nebenstehenden Bild zu sehen, haben geostationäre Satelliten ständig große Teile der Erdoberfläche im Blick und können daher Notsignale, die zwischen ca. 70° nördlicher und südlicher Breite gesendet werden, innerhalb weniger Sekunden empfangen und an eine der für sie vorgesehenen Bodenstationen weiterleiten. Da die Satelliten sich relativ zur Erdoberfläche nicht bewegen, haben sie selbst keine Möglichkeit, die Position einer Signalquelle durch den Doppler-Effekt zu messen. Wenn die Notfunkbake ihre durch einen integrierten GNSS-Empfänger ermittelte Position im Notsignal mitsendet, ist daher die Positionsbestimmung mit hoher Genauigkeit (100 Meter) möglich, ansonsten gar nicht.

### COSPAS/SARSAT-Nutzlast auf Navigationssatelliten (MEOSAR)

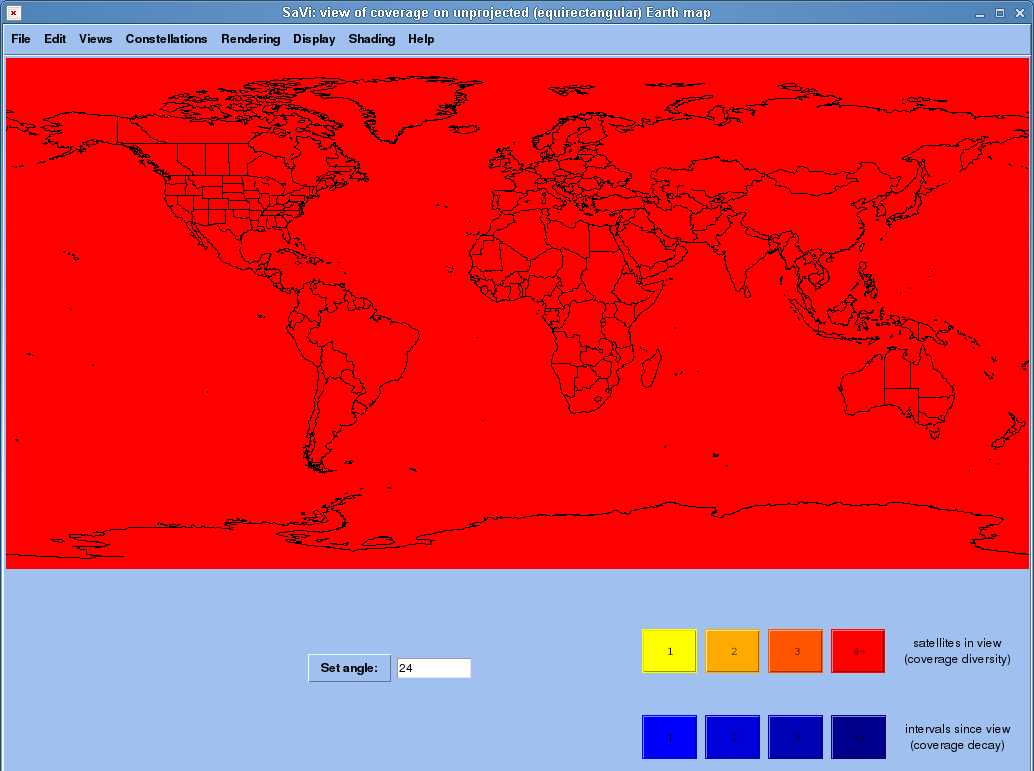
Netzabdeckung MEOSAR

Viele der Satelliten der Globalen Navigationssatellitensysteme (GNSS) GPS, GLONASS und GALILEO sind mit einem MEOSAR (Medium-Earth Orbit Search-and-Rescue) Zusatzmodul für den Empfang von Notrufsignalen (406 MHz) und die Weiterleitung der Notrufsignale an die entsprechenden Bodenstationen (MEOLUT) ausgerüstet.
Der Einsatz von GNSS-Satelliten für COSPAS/SARSAT hat mehrere Vorteile: Die GNSS-Satelliten umrunden die Erde in rund 20.000 km Höhe. Die Ausleuchtzone der GNSS-Satelliten ist deshalb deutlich größer als die Ausleuchtzone der tieffliegenden, polarumlaufenden Wettersatelliten (LEOSAR). Und im Gegensatz zu GEOSAR umfasst die Ausleuchtzone der GNSS-Satelliten auch die Polarkappen. Damit wäre eine weltweite Abdeckung gegeben. Hat die Notfunkbake freie Sicht zum Himmel in alle Richtungen ab einem Höhenwinkel von 24°, ist gewährleistet, dass die Bodenstation das Notrufsignal praktisch unverzögert empfängt.
Für die GNSS-Satelliten (MEOSAR) beträgt die durchschnittliche Verbindungsreserve (link margin) nur 3 dB. Wegen der Freiraumdämpfung ist der Uplink zu einem MEOSAR- oder GEOSAR-Satelliten deutlich störungsanfälliger als der Uplink zu einem LEOSAR-Satelliten. Der Uplink von MEOSAR und GEOSAR ist anfällig für atmosphärische Störungen wie zum Beispiel starker Regenfall oder Nebel. Objekte in der Fresnelzone können die Satellitenkommunikation verhindern. In der ersten Fresnelzone sollten sich keine Sträucher, Bäume, Felsen, Haus- und Hüttenwände befinden.
Mit der Fertigstellung des Navigationssystems GALILEO im Jahr 2020 ist die sofortige Ortsbestimmung der Notfunkbake mittels Doppler-Effekt nahezu überall möglich.
Im Jahr 2021 waren 42 GNSS-Satelliten mit MEOSAR-Modul voll funktionstüchtig. Mit der vollständigen Aufnahme des Betriebs (Full Operating Capability – FOC) wird frühestens im Jahr 2023 gerechnet.

## Historische Alarmierungssysteme
Die nachfolgend aufgelisteten Alarmierungssysteme sind heute nicht mehr im Einsatz.

### Inmarsat E
Die Firma Inmarsat betrieb bis Dezember 2006 vier geostationäre Satelliten (Inmarsat E), die im sogenannten L-Band auf 1,6 GHz arbeiteten. Inmarsat E war ein hochredundantes System: Für jeden der vier Satelliten war jeweils ein weiterer Satellit als Ersatz für Ausfälle vorgesehen. Ähnlich wie bei den Notfunkbaken für 406 MHz sendeten auch Baken, die für 1,6 GHz vorgesehen waren, Identitätsinformation mit, so dass viele Falschalarme rechtzeitig geklärt werden konnten. Zusätzlich konnte das Notsignal weitere Informationen, wie beispielsweise die Art des Notfalls, enthalten (siehe unten). Die Übertragung von der Notfunkbake zu einem Satelliten über Inmarsat E war mit forward error correction (FEC) ausgestattet, d. h. das Signal enthält redundante Zusatzinformation, mit deren Hilfe viele Übertragungsfehler erkannt und korrigiert werden konnten. Inmarsat E+ war eine Weiterentwicklung von Inmarsat E, bei der die Rettungsleitstelle über einen Inmarsat-Satelliten eine Empfangsbestätigung zu einer entsprechend ausgerüsteten Notfunkbake zurücksenden konnte. Diese konnte dann optisch oder akustisch anzeigen, dass das Notsignal empfangen wurde.

## Aktuell verwendete Typen von Notfunkbaken
Im Handel sind mehrere Arten von Notfunkbaken erhältlich, die sich durch das verwendete Alarmierungssystem und mehr oder weniger Zubehör unterscheiden.

### Kategorie I/II (406 MHz)
Ein weitverbreiteter Typ von Notfunkbaken, der auch Bestandteil des GMDSS ist, sendet auf 406 MHz (genauer: 406,025 MHz und 406,028 MHz). Ihr Signal kann von allen Satelliten des COSPAS/SARSAT-Systems empfangen und weitergeleitet werden. Die meisten solcher Baken senden zusätzlich ein schwaches Signal auf 121,5 MHz als Homingsignal aus. Notfunkbaken für 406 MHz werden in zwei Kategorien eingeteilt: Geräte der Kategorie I können automatisch oder manuell ausgelöst werden, während solche der Kategorie II nur manuell ausgelöst werden können.
Zusätzlich können Notfunkbaken mit Search-and-Rescue-Radar-Transpondern (SART) ausgestattet sein, die auf 9-GHz-Radarsignale antworten.
COSPAS/SARSAT-Baken werden beim Erwerb registriert und einem bestimmten Schiff oder Flugzeug oder einer bestimmten Person zugeordnet. Nach ihrer Aktivierung sendet die Notfunkbake ein persönliches Identifikationsmerkmal, wie beispielsweise ihre Seriennummer oder die Maritime Mobile Service Identity (MMSI) des Schiffes (eine weltweit eindeutige Rufnummer des Schiffes im GMDSS), sowie ihre Position, falls ein GNSS-Empfänger integriert ist. Durch die Registrierung bekommt die Rettungsleitstelle schon durch das Notsignal wichtige Informationen, wie beispielsweise die Art des betroffenen Schiffes (z. B. Yacht oder Tanker). Beim Kauf angegebene Kontaktdaten, beispielsweise von Verwandten, ermöglichen es der Leitstelle außerdem, viele Falschalarme zu klären, bevor eine Rettungsaktion eingeleitet wird.
Moderne EPIRBs für die Seeschifffahrt senden gleichzeitig zwei Notsignale aus. Neben dem Notsignal über das COSPAS/SARSAT-Satellitennetzwerk auch ein Notsignal über das AIS. Das über AIS ausgesendete Notsignal wird von den in der näheren Umgebung befindlichen Schiffen empfangen. Alle Schiffe, die mit einem entsprechenden AIS-Empfänger ausgerüstet sind (bei SOLAS-pflichtigen Schiffen vorgeschrieben, aber zunehmend auch auf Freizeitschiffen verbreitet) können das AIS-Funksignal empfangen und sehen die Position des Havaristen unmittelbar auf ihrem Kartenplotter. AIS-EPIRBs müssen zwingend mit einem GNSS-Empfänger ausgerüstet sein.
Die Übermittlung per AIS der aktuellen Position von in Seenot geratenen Schiffen, Rettungsbooten oder Personen kann den Rettungseinsatz beschleunigen.

#### Luftschnittstelle
Notfunkbaken der ersten Generation verwenden im Uplink für die Alarmierung der Search-and-Rescue-Einsatzkräfte ein einfaches BPSK-Funksignal mit dem Manchester-Code (Biphase-L). Das Absetzen des Notrufs über Satelliten erfolgt im 406 MHz-Frequenzband. Moderne Notfunkbaken der ersten Generation unterstützen im Downlink die Übertragung der Rückmeldung, dass die Search-and-Rescue-Einsatzkräfte den Notruf erhalten haben. Die Rückmeldung erfolgt über das GALILEO-Satellitennetzwerk per Return Link Service (RLS). Der Return Link Service (RLS) ist im E1-Funksignal des GALILEO-Satellitennetzwerks enthalten. Die Luftschnittstelle im Uplink für Notfunkbaken der ersten Generation ist im COSPAS-/SARSAT-Dokument C/S T.001 spezifiziert.
Bedingt durch das einfache BPSK-Funksignal würden sich zwei gleichzeitig sendende Notrufbaken der ersten Generation gegenseitig stören. Deshalb ist im Uplink für Notrufbaken der ersten Generation eine triviale Kombination von Zeitmultiplexverfahren (TDMA) mit Frequenzmultiplexverfahren (FDMA) vorgesehen. Die Notrufbaken senden den Notruf mit einer zufällig gewählten Zeitverzögerung aus. Und die Notrufbaken der ersten Generation verwenden unterschiedliche Funkkanäle für die Ausstrahlung des Notrufs. COSPAS/SARSAT gibt im Dokument C/S T.012 im Anhang H den vom Notrufbaken der ersten Generation zu verwendenden Funkkanal vor. Dieser Funkkanal liegt im Frequenzband von 406,0 MHz bis 406,1 MHz.
Notfunkbaken der zweiten Generation verwenden im Uplink ein deutlich komplexeres Funksignal: Offset-QPSK (OQPSK) in Kombination mit Direct Sequence Spread Spectrum (DSSS). Damit profitieren Notfunkbaken der zweiten Generation von den Vorteilen der Frequenzspreizung. Die Übertragung der Bits von den Nutzdaten erfolgt abwechslungsweise im I- oder Q-Signalpfad. In einer Zeitspanne von einer Sekunde kann maximal eine 250 Bit lange Mitteilung versendet werden. Die Nutzdatenrate beträgt somit 250 Bit/s. Durch die Frequenzspreizung mit einem 256 Bit langen Spreizcode in Kombination mit der Verteilung der Nutzdaten auf den I- und Q-Signalpfad, wird eine Chiprate von 38400 Chips/s erreicht. Notfunkbaken der zweiten Generation verwenden einen Spreizfaktor von 128. Bedingt durch die Frequenzspreizung beansprucht das Funksignal von der zweiten Generation der Notfunkbaken fast die gesamte Bandbreite im weltweit zugewiesenen Frequenzband von 406,0 MHz bis 406,1 MHz.
Die Notrufbaken der zweiten Generation senden ebenfalls den Notruf mit einer zufällig gewählten Zeitverzögerung aus. Die Luftschnittstelle im Uplink für Notfunkbaken der zweiten Generation ist im COSPAS-/SARSAT-Dokument C/S T.018 spezifiziert.

### UKW-DSC-EPIRB (Kanal 70)
Für den unmittelbaren Küstenbereich sind Notfunkbaken erhältlich, die einen Notalarm per Digital Selective Calling (DSC) auf UKW-Kanal 70 aussenden. Ihr großer Nachteil ist die geringe Reichweite von maximal 30 Seemeilen bis zur nächsten Küstenfunkstelle. Eine UKW-Seefunkanlage bietet die gleiche Funktion, mit dem zusätzlichen Vorteil, dass nach der Alarmierung auch Kontakt mit einer Küstenstation oder anderen Schiffen per UKW-Sprechfunk hergestellt werden kann. Eine UKW-DSC-EPIRB bietet höchstens dann einen Zusatznutzen, wenn sie zusätzlich mit einem integrierten Radartransponder ausgestattet ist, um den SAR-Einsatzkräften das Auffinden zu erleichtern. Ein UKW-DSC-EPIRB darf nur auf Schiffen eingesetzt werden, welche ausschließlich Seegebiet A1 befahren.

### PAB
Rettungswesten können mit PAB (personal AIS beacon) ausgerüstet sein. Mit PAB ausgerüstete Rettungswesten dienen der zuverlässigen Alarmierung im Fall von Mann über Bord. PABs sind klein genug, um sie an einer Rettungsweste anzubringen und eignen sich daher sehr gut, über Bord gegangene Personen wiederzufinden. Die Reichweite des AIS-Funksignals ist dann zwar durch die niedrige Antennenhöhe – knapp über dem Wasser – relativ gering, reicht aber aus, um mindestens das eigene Schiff zu erreichen. Die Funktionsweise eines PAB entspricht der Funktionsweise von einem AIS-SART. Bei Wasserkontakt wird die Aussendung der positionsbezogenen Notfallmeldung „Mann über Bord“ automatisch gestartet. Die Aussendung der Notfallmeldung erfolgt beim PAB ausschließlich per AIS-Funksignal.

## Historische Typen von Notfunkbaken

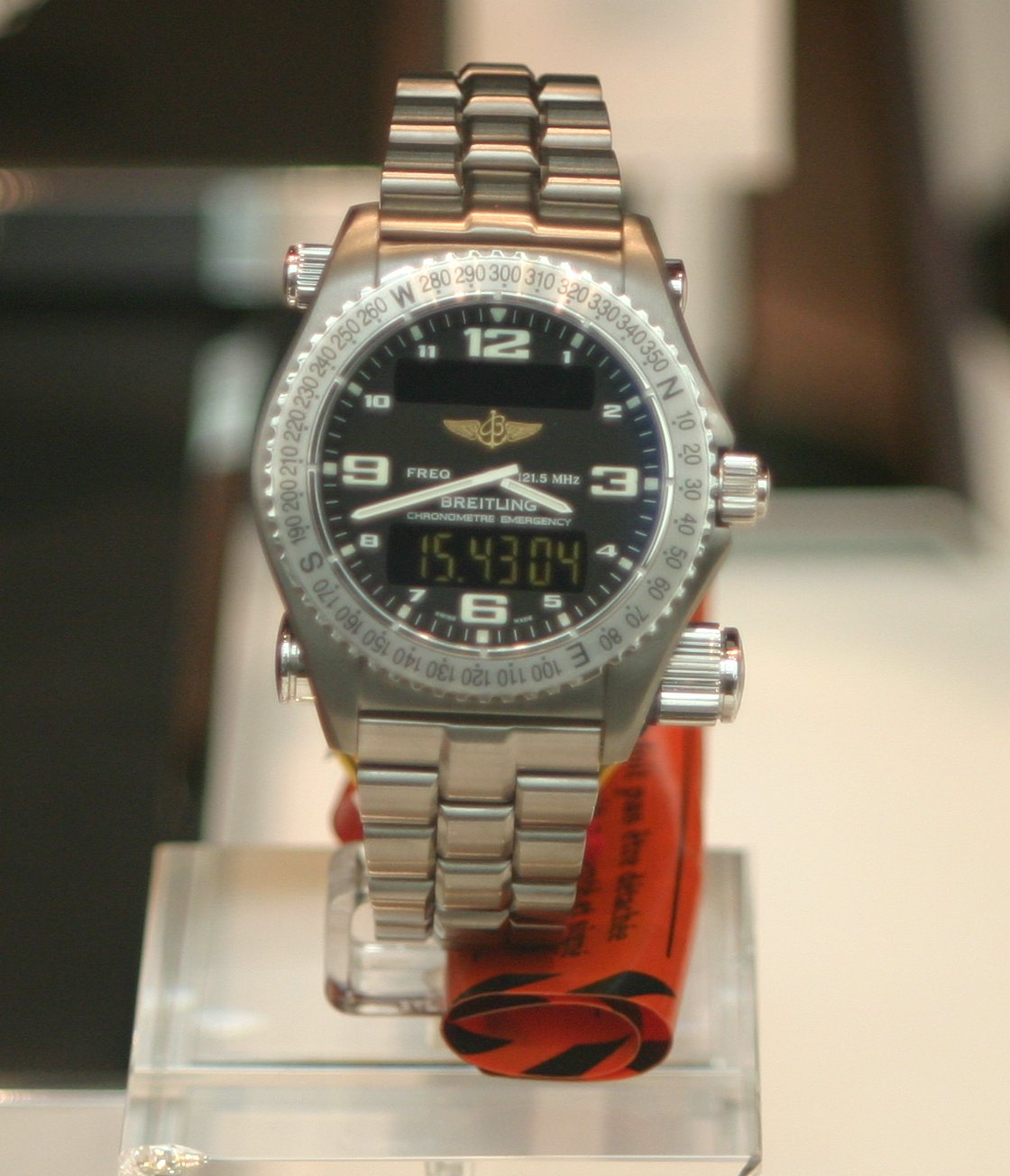
Breitling Emergency 1; eine Armbanduhr mit einem integrierten PLB vom Typ Mini-B (nur 121,5 MHz)

Die nachfolgend aufgelisteten Arten von Notfunkbaken werden nicht mehr unterstützt und sollten ersetzt werden.

### Mini-B (121,5/243 MHz)
Der älteste und einfachste Typ von Notfunksendern, oft unter dem Namen Mini-B erhältlich, sendet auf 121,5 MHz.

Diese Art von Sendern wurde bis Januar 2009 vom COSPAS/SARSAT-System unterstützt. Ihr Signal kann zur Zielfahrt (Homing) von SAR-Einsatzkräften empfangen werden; allerdings ist dazu eine direkte Sichtverbindung nötig, die beispielsweise bei hohem Seegang nicht durchgehend gegeben ist. Wie oben erläutert, sind sie als primäre Alarmierungsquelle zu unsicher und führen zu vielen anonymen Falschalarmen, die sich schwer nachvollziehen lassen. Aus diesen Gründen werden solche Geräte nicht mehr empfohlen.

### Inmarsat E/E+ (1,6 GHz)
Inmarsat E war ein Dienst der Firma Inmarsat (einer privatisierten Unterorganisation der International Maritime Organization) und ebenfalls Bestandteil des GMDSS. Notfunkbaken, die diesen Dienst nutzten, sendeten ihr Notsignal im sogenannten L-Band auf 1,6 GHz zu einem der Inmarsat-Satelliten. Auch diese Baken wurden beim Erwerb registriert und sendeten ein eindeutiges Identitätsmerkmal. Da sie nur auf geostationäre Satelliten ausgelegt waren, waren solche Notfunkbaken grundsätzlich mit einem GPS-Empfänger ausgestattet und gaben nach ihrer Aktivierung in kurzen Abständen ihre Position, ihren Kurs und ihre Geschwindigkeit bekannt. Zusätzlich konnten bei einigen Geräten noch die Art des Notfalls (Schiffsuntergang, Feuer, Kollision usw.) eingestellt und in das Notsignal eingebettet werden. Oft waren diese Baken mit einem Radartransponder (9 GHz) und mit einem 121,5-MHz-Homingsignal ausgestattet, teilweise auch mit einem Stroboskoplicht. Notfunkbaken des Typs Inmarsat E+ hatten zusätzlich eine Möglichkeit, optisch oder akustisch den Empfang des Notsignals durch eine Rettungsleitstelle anzuzeigen. Die Nachfolgeversion Typ D+ hat ebenfalls diese Funktion.
Inmarsat E wurde zum 1. Dezember 2006 eingestellt. Für diesen Dienst konnten insgesamt nur 1300 Kunden gewonnen werden, davon weniger als 100 aus der ausrüstungspflichtigen Schifffahrt (SOLAS-Schifffahrt). Inmarsat Global Ltd. bietet allen bisherigen Nutzern von Inmarsat E den kostenlosen Umtausch ihrer Notfunkbake in eine COSPAS/SARSAT-Bake mit integriertem  GNSS-Empfänger an.